# Почтовые марки России (2006)

Почтовые марки России (2006) — каталог знаков почтовой оплаты (марок, блоков, листов), введённых в обращение «Почтой России» в 2006 году.
Всего в этом году было выпущено 96 почтовых марок, 12 почтовых блоков и 18 малых листов.

## Список коммеморативных марок
Порядок следования элементов в таблице соответствует номеру по каталогу марок России на официальном сайте издатцентра «Марка», в скобках приведены номера по каталогу «Михель».
| № | Изображение | Описание | Номинал                       | Дата        | Тираж           | Художник                 | П      |
| --- | ----------- | --- | ----------------------------- | ----------- | --------------- | ------------------------ | ------ |
| № 1063 (Mi #1295) № 1064 (Mi #1296) № 1065 (Mi #1297) № 1066 (Mi #1298) № 1067 (Mi #1299) № 1063—1067 (Mi #1295—1299BL85)               |             | Самолеты ОКБ им. О. К. Антонова. К 100-летию со дня рождения Олега Константиновича Антонова (1906—1984), авиаконструктора: - Ан-3Т. - Ан-12. - Ан-24. - Ан-74. - Ан-124. | 5.60 руб.                     | 12 января   | 240 000 100 000 | Безменов А.              | [ 3 ]  |
| № 1068 (Mi #1300) № 1069 (Mi #1301) № 1070 (Mi #1302)                                                                                   |             | XX Зимние Олимпийские игры. Турин: - Сноуборд. - Санный спорт. - Конькобежный спорт. | 4.00 руб.                     | 18 января   | 200 000         | Комса Р.                 | [ 4 ]  |
| № 1071 (Mi #1303) |             | Год Республики Армения в Российской Федерации. Совместный выпуск. Скульптура Ф. М. Согояна и В. Ф. Согояна «Единый Крест», символизирующая дружественные отношения двух государств. | 10.00 руб.                    | 22 января   | 200 000         | Комса Р.                 | [ 5 ]  |
| № 1072 (Mi #1304) (Mi #1304KB) № 1073 (Mi #1305) № 1074 (Mi #1306)                                                                      |             | 50-летие отечественных исследований Антарктиды: - 1956 г. Дизель-электроход «Обь» у берегов Антарктиды, панорама «Мирного». - Самолет Ил-76ТД, научно-экспедиционное судно «Академик Федоров», панорама станции. - Научные изыскания, подледные исследования, санно-транспортный поезд. | 7.00 руб.                     | 26 января   | 190 000 65 000  | Федулов А.               | [ 6 ]  |
| № 1075 (Mi #1307) (Mi #1307KB) № 1076 (Mi #1308) (Mi #1308KB)                                                                           |             | 175 лет со дня рождения Николая Николаевича Ге (1831—1894), живописца: - И. Е. Репин. «Портрет Н. Н. Ге», 1880. ГТГ. - Н. Н. Ге. «Пётр I допрашивает царевича Алексея в Петергофе». 1871. ГТГ. | 5.60 руб.                     | 16 февраля  | 580 000 55 000  | Поварихин А.             | [ 7 ]  |
| № 1077 (Mi #1309) (Mi #1309KB) № 1078 (Mi #1310) (Mi #1310KB)                                                                           |             | 150 лет со дня рождения Михаила Александровича Врубеля (1856—1910), живописца: - М. А. Врубель. «Автопортрет». 1904—1905. ГТГ. - М. А. Врубель. «Царевна-лебедь». 1900. ГТГ. | 5.60 руб.                     | 27 февраля  | 600 000 60 000  | Поварихин А.             | [ 8 ]  |
| № 1079 (Mi #1311) (Mi #1311KB) № 1080 (Mi #1312) (Mi #1312KB) № 1081 (Mi #1313) (Mi #1313KB) № 1082 (Mi #1314) (Mi #1314KB)             |             | 100-летие подводных сил Военно-морского флота России: - Атомный подводный крейсер с баллистическими ракетами проекта 667А. - Крейсерская атомная подводная лодка проекта 671. - Тяжелый атомный подводный крейсер с баллистическими ракетами проекта 941. - Атомный подводный крейсер проекта 949 А. | 3.00 4.00 6.00 7.00 руб.      | 28 февраля  | 252 000 18 000  | Безменов А.              | [ 9 ]  |
| № 1083 (Mi #1315) № 1084 (Mi #1316) № 1085 (Mi #1317) № 1086 (Mi #1318) № 1087 (Mi #1319BL86)                                           |             | 200 лет Музеям Московского Кремля: - Трон Ивана Грозного. XVI в. - Держава царя Михаила Фёдоровича. Вторая половина XVI в. - Шапка ерихонская царя Михаила Фёдоровича. 1621 г. - Государственный меч и щит. Конец XVII в., XVIII в. - Шапка Мономаха. Конец XIII в. — начало XIV в. | 5.00 15.00 руб.               | 6 марта     | 230 000 100 000 | Московец А.              | [ 10 ] |
| № 1088 (Mi #1320) № 1089 (Mi #1321) № 1090 (Mi #1322) № 1091 (Mi #1323) № 1092 (Mi #1324) № 1088—1092 (Mi #1320—1324) (Mi #1320—1324KB) |             | 200 лет Музеям Московского Кремля: - Шапка Мономаха. Конец XIII в. — начало XIV в. - Трон Ивана Грозного. XVI в. - Держава царя Михаила Федоровича. Вторая половина XVI в. - Шапка ерихонская царя Михаила Федоровича. 1621 г. - Государственный меч и щит. Конец XVII в., XVIII в. | 20.00 руб.                    | 6 марта     | 30 000          | Московец А.              | [ 11 ] |
| № 1093 (Mi #1325) № 1094 (Mi #1326) № 1095 (Mi #1327) № 1096 (Mi #1328) № 1097 (Mi #1329) № 1093—1097 (Mi #1325—1329BL87)               |             | Самолеты ОКБ им. А. С. Яковлева. К 100-летию со дня рождения Александра Сергеевича Яковлева (1906—1989), авиаконструктора: - АИР-1. - Як-42. - Як-54. - Як-130. - Як-141. | 5.00 руб.                     | 20 марта    | 240 000 97 500  | Безменов А.              | [ 12 ] |
| № 1098 (Mi #1330BL88) |             | 100 лет Государственной Думе России. Таврический дворец, где проходили заседания Государственной Думы до февраля 1917 г., и здание нынешней нижней палаты парламента на углу улиц Охотный ряд и Тверская. | 15.00 руб.                    | 4 апреля    | 100 000         | Дробышев А.              | [ 13 ] |
| № 1099 (Mi #1331) |             | Государственный герб Российской Федерации. | 5.60 руб.                     | 20 апреля   | 495 000         | Дробышев А.              | [ 14 ] |
| № 1100 (Mi #1332) |             | Государственный флаг Российской Федерации. | 5.60 руб.                     | 20 апреля   | 495 000         | Дробышев А.              | [ 15 ] |
| № 1101 (Mi #1333) № 1102 (Mi #1334) № 1103 (Mi #1335) № 1104 (Mi #1336)                                                                 |             | 150 лет Государственной Третьяковской галерее: - Андрей Рублёв. «Троица». 1420-е гг. - В. А. Серов. «Девочка с персиками». 1887 г. - И. И. Левитан. «Над вечным покоем». 1894 г. - В. М. Васнецов. «Три богатыря». 1898 г. | 5.60 руб.                     | 26 апреля   | 230 000         | Дробышев А.              | [ 16 ] |
| № 1105 (Mi #1337BL89) |             | 150 лет Государственной Третьяковской галерее. Фасад здания Третьяковской галереи и памятник ее основателю — русскому купцу и промышленнику Павлу Михайловичу Третьякову (1832—1898). | 15.00 руб.                    | 26 апреля   | 100 000         | Дробышев А.              | [ 17 ] |
| № 1106 (Mi #1338) № 1107 (Mi #1339) № 1108 (Mi #1340) № 1109 (Mi #1341) № 1106—1109 (Mi #1338—1341BL90)                                 |             | 150 лет Государственной Третьяковской галерее: - Андрей Рублёв. «Троица». 1420-е гг. - В. А. Серов. «Девочка с персиками». 1887 г. - И. И. Левитан. «Над вечным покоем». 1894 г. - В. М. Васнецов. «Три богатыря». 1898 г. | 15.00 руб.                    | 26 апреля   | 30 000          | Дробышев А.              | [ 18 ] |
| № 1110 (Mi #1342) № 1111 (Mi #1343) |             | История Российского государства. Александр III (1845—1894), император: - Александр III и Указ о начале строительства Великого Сибирского пути (Транссиба). - Александр III — миротворец. | 10.00 руб.                    | 4 мая       | 200 000         | Московец А.              | [ 19 ] |
| № 1112 (Mi #1344BL91) |             | История Российского государства. Александр III (1845—1894), император. Портрет, изображение Большого герба Империи, утвержденного Александром III в Петергофе 24 июля 1882 года. | 25.00 руб.                    | 4 мая       | 100 000         | Московец А.              | [ 20 ] |
| № 1113 (Mi #1345) |             | 150 лет Благовещенску. Кафедральный собор Благовещения Пресвятой Богородицы, триумфальная арка, памятник одному из основателей Благовещенска, генерал-губернатору Н. Н. Муравьеву-Амурскому. | руб.                          | 11 мая      | 200 000         | Комса Р.                 | [ 21 ] |
| № 1114 (Mi #1346BL92) |             | 150 лет Балтийскому заводу. Танкер «Пекин», производимые предприятием суда. | 12.00 руб.                    | 22 мая      | 100 000         | Баранов Ю.               | [ 22 ] |
| № 1115 (Mi #1347) |             | 50 лет Олимпийскому комплексу «Лужники». Большая спортивная арена. | 6.00 руб.                     | 29 мая      | 210 000         | Московец А.              | [ 23 ] |
| № 1116 (Mi #1348) № 1117 (Mi #1349) № 1118 (Mi #1350) № 1119 (Mi #1351) № 1116—1119 (Mi #1348—1351)                                     |             | Флора. Цветочные композиции: - Композиция «Лето». - Композиция «Осень». - Композиция «Весна». - Композиция «Зима». | 7.00 руб.                     | 6 июня      | 230 000         | Озолин А.                | [ 24 ] |
| № 1120 (Mi #1352) (Mi #1352KB) |             | 250 лет добровольного вхождения алтайского народа в состав Российского государства. Изображение грифона — татуировки алтайской принцессы Укок. | 5.00 руб.                     | 15 июня     | 765 000 85 000  | Комса Р.                 | [ 25 ] |
| № 1121 (Mi #1353) № 1122 (Mi #1354) № 1123 (Mi #1355) № 1124 (Mi #1356) № 1125 (Mi #1357) № 1126 (Mi #1358)                             |             | Россия. Регионы: - Республика Адыгея. Река в предгорьях Большого Кавказа, пасущаяся лошадь и национальный узор. - Владимирская область. Церковь Покрова на Нерли, каменная голова льва с южного портала Богородице-Рождественского собора в Суздале, изделие стекольного завода города Гусь-Хрустальный. - Костромская область. Река Волга, памятник Ивану Сусанину в Костроме, одноглавая церковь. - Псковская область. Псковская крепость, Церковь Николы со Усохи, памятник А. С. Пушкину. - Рязанская область. Успенский собор Рязанского Кремля, памятник С. А. Есенину. - Тульская область. Храм Сергия Радонежского на Куликовом поле, изгиб реки Оки, один из символов Тулы — самовар. | 6.00 руб.                     | 20 июня     | 220 000         | Бельтюков В.             | [ 26 ] |
| № 1127 (Mi #1359) |             | Кругосветное плавание барка «Крузенштерн» 2005—2006 гг. | 4.00 руб.                     | 29 июня     | 200 000         | Лемешко С.               | [ 27 ] |
| № 1128 (Mi #1360) |             | 75 лет тресту «Арктикуголь». | 4.00 руб.                     | 12 июля     | 260 000         | Комса Р.                 | [ 28 ] |
| № 1129 (Mi #1361) № 1130 (Mi #1362) № 1131 (Mi #1363) № 1129—1131 (Mi #1361—1363BL93)                                                   |             | 250 лет завершения строительства Большого Царскосельского дворца: - Левое крыло Большого Царскосельского дворца. - Центральная часть Большого Царскосельского дворца. - Правое крыло Большого Царскосельского дворца. | 5.00 6.00 7.00 руб.           | 17 июля     | 230 000         | Дробышев А.              | [ 29 ] |
| № 1132 (Mi #1364) (Mi #1364KB) № 1133 (Mi #1365) (Mi #1365KB)                                                                           |             | 200 лет со дня рождения Александра Андреевича Иванова (1806—1858), живописца: - С. П. Постников. «Портрет А. А. Иванова». Ок. 1873 г. ГТГ. - А. А. Иванов. «Ветка». 1840—1850 гг. ГТГ. | 6.00 руб.                     | 17 июля     | 700 000 70 000  | Поварихин А.             | [ 30 ] |
| № 1134 (Mi #1366) (Mi #1366KB) № 1135 (Mi #1367) (Mi #1367KB)                                                                           |             | 150 лет со дня рождения Аполлинария Михайловича Васнецова (1856—1933), живописца: - Н. Д. Кузнецов. «Портрет А. М. Васнецова». 1897 г. ГТГ. - А. М. Васнецов. «Новодевичий монастырь. Башни». 1926 г. ГРМ. | 6.00 руб.                     | 24 июля     | 700 000 70 000  | Поварихин А.             | [ 31 ] |
| № 1136 (Mi #1368) № 1137 (Mi #1369) № 1138 (Mi #1370)                                                                                   |             | Маяки Баренцева и Белого морей: - Маяк Канинский. 1938 г. граница Белого и Баренцева морей. - Маяк Кильдинский-Северный. 1953 г. Баренцево море. - Маяк Вайдагубский. 1966 г. Баренцево море. | 5.00 6.00 8.00 руб.           | 10 августа  | 200 000         | Жаров А.                 | [ 32 ] |
| № 1139 (Mi #BL94) |             | 250 лет российскому государственному театру. Здания Малого и Александринского театров в Москве и Санкт-Петербурге. | 15.00 руб.                    | 16 августа  | 100 000         | Незлобина А. Дробышев А. | [ 33 ] |
| № 1140 (Mi #1372) № 1141 (Mi #1373) № 1142 (Mi #1374) № 1143 (Mi #1375) № 1144 (Mi #1376) № 1140—1144 (Mi #1372—1376BL95)               |             | Фауна Республики Саха (Якутия): - Розовая чайка. - Стерх. - Белый медведь. - Якутская лошадь. - Северный олень. | 3.00 4.00 5.00 6.00 7.00 руб. | 29 августа  | 230 000 100 000 | Жиличкин П. Московец А.  | [ 34 ] |
| № 1145 (Mi #1377) |             | Международные молодежные проекты. Центр развития русского языка. | 7.00 руб.                     | 5 сентября  | 210 000         | Московец А.              | [ 35 ] |
| № 1146 (Mi #1378) (Mi #1378KB) |             | 100 лет со дня рождения Дмитрия Сергеевича Лихачёва (1906—1999), литературоведа и общественного деятеля. | 5.00 руб.                     | 19 сентября | 200 000 100 000 | Бельтюков В.             | [ 36 ] |
| № 1147 (Mi #1379) № 1148 (Mi #1380) № 1149 (Mi #1381) № 1147—1149 (Mi #1379—1381)                                                       |             | Всемирное природное наследие России. Западный Кавказ: - Горная вершина. - Горная река. - Зубр. | 6.00 7.00 8.00 руб.           | 22 сентября | 240 000         | Поварихин А.             | [ 37 ] |
| № 1150 (Mi #1382) |             | 75 лет регулярному телевизионному вещанию в России. Шаболовская телебашня. | 7.00 руб.                     | 5 октября   | 200 000         | Дробышев А.              | [ 38 ] |
| № 1151 (Mi #1383) |             | 15 лет мобильной связи в России. Мобильный телефон. | 7.00 руб.                     | 12 октября  | 190 000         | Дробышев А.              | [ 39 ] |
| № 1152 (Mi #1384) |             | 10-летие членства России в Совете Европы. Официальная эмблема российского председательства в Комитете министров Совета Европы. | 8.00 руб.                     | 18 октября  | 210 000         | Дробышев А.              | [ 40 ] |
| № 1153 (Mi #1385) |             | 165 лет Сбербанку России. Вкладчик первой сберкассы Н. А. Кристофари и здание первой сберегательной кассы в Санкт-Петербурге. | 7.00 руб.                     | 18 октября  | 200 000         | Дробышев А.              | [ 41 ] |
| № 1154 (Mi #1386BL96) |             | 165 лет Сбербанку России. Вкладчик первой сберкассы Н. А. Кристофари и здание первой сберегательной кассы в Санкт-Петербурге. | 15.00 руб.                    | 18 октября  | 100 000         | Дробышев А.              | [ 42 ] |
| № 1155 (Mi #1387) |             | 15-летие Регионального Содружества в области связи. | 5.00 руб.                     | 9 ноября    | 200 000         | Московец А.              | [ 43 ] |
| № 1156 (Mi #1388) (Mi #1388KB) |             | Почтовая марка Деда Мороза. Рисунок победительницы Всероссийского конкурса «Почтовая марка Деда Мороза» в номинации «Юношеские работы» Марии Лакеевой, 16 лет. | 7.00 руб.                     | 29 ноября   | 600 000 100 000 | Лакеева М. Московец А.   | [ 44 ] |
| № 1157 (Mi #1389) (Mi #1389KD) |             | Национальный атлас России. | 6.00 руб.                     | 7 декабря   | 220 000         | Комса Р.                 | [ 45 ] |
| № 1158 (Mi #1390) (Mi #1390KB) |             | С Новым годом! | 7.00 руб.                     | 12 декабря  | 200 000         | Московец А.              | [ 46 ] |

## Комментарии
1. ↑  Ниже приведён перечень коммеморативных марок (с возможностью сортировки по номиналу, тиражу и дате введения в обращение).